# Qua La Mano
Qua La Mano (укр. «Ось рука») — альбом з саундтреками до комедійного фільму «Ось рука» з Адріано Челентано і Енріко Монтесано у головних ролях, випущений 1980 року.

## Опис
Обкладинкою альбому послужив кадр з комедійного фільму «Ось рука» (1980), що зображував головного персонажа Адріано Челентано — священика Фульгенціо, що танцює на дискотеці. Фільм складався з двох новел.

## Трекліст

### Епізод фільму зАдріано Челентано
1. А1 «Mad» (виконує: Анджела Дін, автори: Детто Маріано, Майк Логан) 5:37
2. А2 «His Majesty» (виконує: Баз Батлер, автори: Детто Маріано, Майк Логан) 6:13
3. А3 «Get Ready» (виконує: «Moonalisa», автори: Детто Маріано) 4:05
4. А4 «Gocce D'Acqua» (інструментальна партія) (виконує: Детто Маріано, автори: Детто Маріано) 2:50
5. В1 Space Race Romance» (виконує: «Moonalisa», автори: Детто Маріано, Майк Логан) 4:45

### Епізод фільму зЕнріко Монтесано
1. В2 «Aria Popolare» (інструментальна партія) (виконує: Детто Маріано, автор: Детто Маріано) 3:20
2. В3 «Aria Pura» (інструментальна партія) (виконує: Детто Маріано, автор: Детто Маріано) 4:41
3. В4 «Aria Di Roma» (інструментальна партія) (виконує: Детто Маріано, автор: Детто Маріано) 3:35

## Джерело
- Альбом «Qua La Mano» на сайті discogs.com [Архівовано 11 січня 2013 у Wayback Machine.]